# Dioon purpusii
Dioon purpusii là một loài thực vật hạt trần trong họ Zamiaceae. Loài này được Rose mô tả khoa học đầu tiên năm 1909.